# Katableps
Katableps is een geslacht van spinnen uit de familie wolfspinnen (Lycosidae).

## Soorten
De volgende soorten zijn bij het geslacht ingedeeld:
- Katableps masoala Jocqué, Russell-Smith & Alderweireldt, 2011
- Katableps perinet Jocqué, Russell-Smith & Alderweireldt, 2011
- Katableps pudicus Jocqué, Russell-Smith & Alderweireldt, 2011